# Клавдия Пулхра
Вижте пояснителната страница за други личности с името Клавдия Пулхра.
Клавдия Пулхра (на латински: Claudia Pulchra) е римска аристократка.

## Биография
Дъщеря е на Марк Валерий Месала Барбат Апиан и Клавдия Марцела Млада. Втора братовчедка и голяма приятелка е на Агрипина Старша.
Тя се омъжва за Публий Квинтилий Вар, с когото през 1 – 6 г. има син Квинтилий Вар. През септември 9 г. съпругът ѝ е убит в прочутата битка в Тевтобургската гора против Арминий в Долна Германия.
През 26 г. Клавдия Пулхра е жертва на интригите в предателския процес на Сеян. Той иска да се срещне с Агрипина, затова Клавдия е обвинена от Гней Домиций Афер в опит да отрови император Тиберий, в магьосничество и прелюбодеяние с Фурний и осъдена. Умира в изгнание.
Нейният син Квинтилий Вар Младши е обвинен и съден през 27 г. за предателство.